# آداموو، استان پومرانی
اداموا، پامرانین ویوودشیپ (به لاتین: Adamowo, Pomeranian Voivodeship) در لهستان است که در pomeranian voivodeship واقع شده‌است.

## خصوصیات
اداموا ۳۵ نفر جمعیت دارد.